# Museu d'Antioquia
El museu de Antioquia és un museu d'art ubicat a Medellín, Colòmbia fundat el 1881. Fou el primer museu establert al departament d'Antioquia i el segon dins Colòmbia. El museu compta amb la més gran col·lecció d'obres de Fernando Botero al mon i amb obres dels artistes colombians i antioquenys com Francisco Antonio Cano, Eladio Vélez, Pedro Nel Gómez, Débora Arango, Alejandro Obregón, Enrique Grau, Edgar Negret, Santiago Cárdenas, Luis Fernando Peláez i Luis Caballero.

## Història
El 1881, Manuel Uribe Ángel, Antonio José Restrepo i Martin Gómez, van establir el museu Zea en honor de Francisco Antonio Zea a la Biblioteca de l'Estat Sobirà d'Antioquia, amb una col·lecció de llibres i artefactes històrics i artístics dels seus fundadors.
La història d'Antiòquia va ser representada en documents, armes, banderes i altres elements del temps de la independència colombiana a la guerra dels Mil Dies. La col·lecció també contenia peces precolombianes, roques, minerals, i monedes. La biblioteca contenia una recopilació dels primers diaris del país. El 1886, amb la reforma de la Constitució, el museu van passar a dependre del govern central i els Governadors. El museu va tancar per esdevenir el palau de Rafael Uribe Uribe, el Governador de Antioquia, i una part de la col·lecció va ser emmagatzemada i l'altra va ser enviada a la Universitat de Antioquio i l'Acadèmia Històrica de Antioquia.
El 1946, a través de la Societat de Millores Públiques de Medellín, es va proposar reobrir el museu com a entitat privada sense anim de lucre i, el 1955, es va obrir a la Casa de la Moneda, antiga fàbrica de aiguardent. El lloc ara és Ala Experimental, a prop de l'Església de Veracruz.
El 1977, el museu es va anomenar Museu d'Art Francisco Antonio Zea de Medellín. El 1978, l'artista Fernando Botero va fer la primera donació de les seves obres al museu i va ser proposat que el canvi de nom a Museu d'Antioquia.

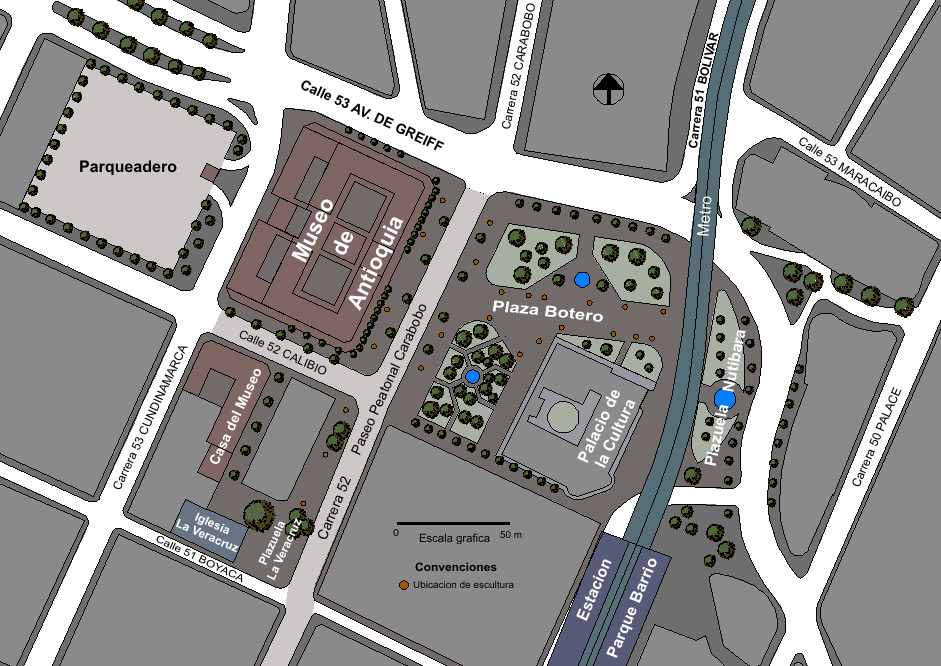
El Museu de Antioquia i la plaça Botero